# Henry Bessemer

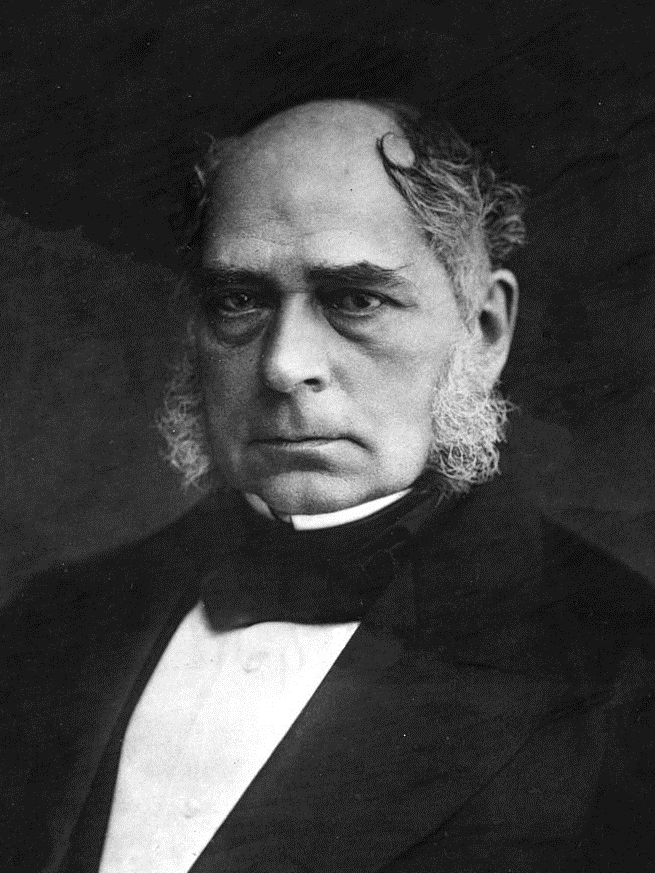
Henry Bessemer

Sir Henry Bessemer (n. 19 ianuarie 1813 - d. 15 martie 1898) a fost un inginer, inventator și om de afaceri englez.
Este cunoscut în special pentru procedeul de fabricare a oțelului care îi poartă numele (procedeul Bessemer).
Pentru activitatea sa, în anul 1879 a primit gradul de cavaler și, în același an, a devenit membru al Royal Society.